# فیلیپ رنچ
فیلیپ رنچ (چکی: Filip Renč؛ زادهٔ ۱۷ اوت ۱۹۶۵) کارگردان فیلم، فیلمنامه‌نویس و بازیگر اهل کشور جمهوری چک است. وی از سال ۱۹۷۸ میلادی تاکنون مشغول فعالیت بوده‌است. او در فیلم سینمایی کلیا بازی کرده‌است.